# Herberge

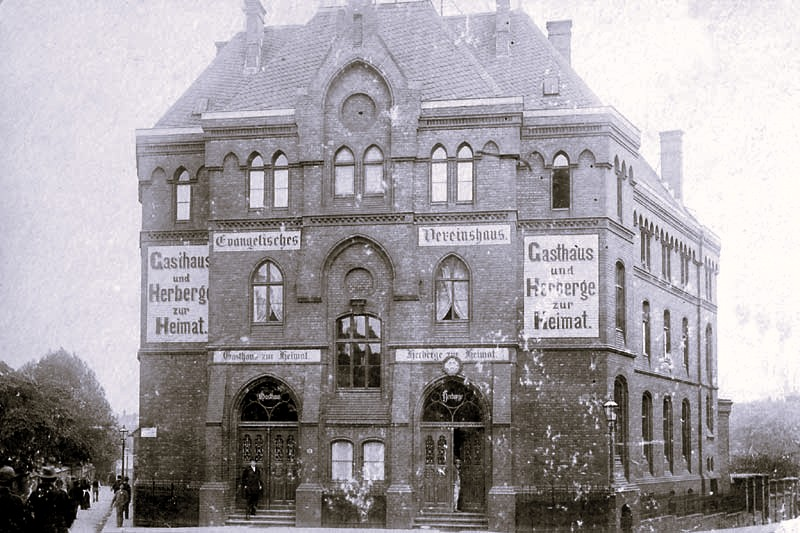
Historisches Bild: Gasthaus und Herberge „Zur Heimat“ in Essen (später Essener Hof)

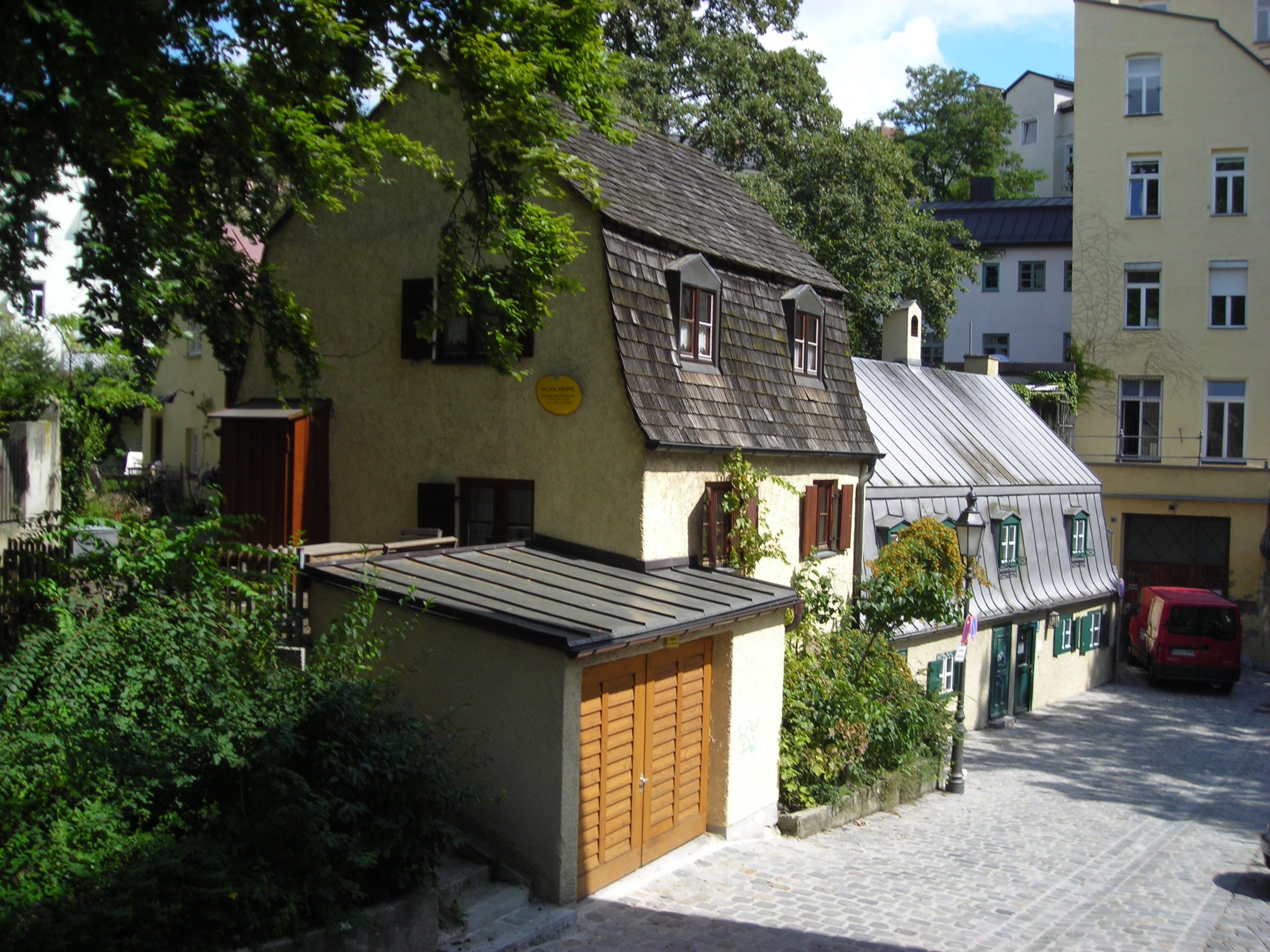
Reste eines Herbergenviertels im Münchner Stadtteil Haidhausen (An der Kreppe), entstanden zu Beginn des 19. Jahrhunderts

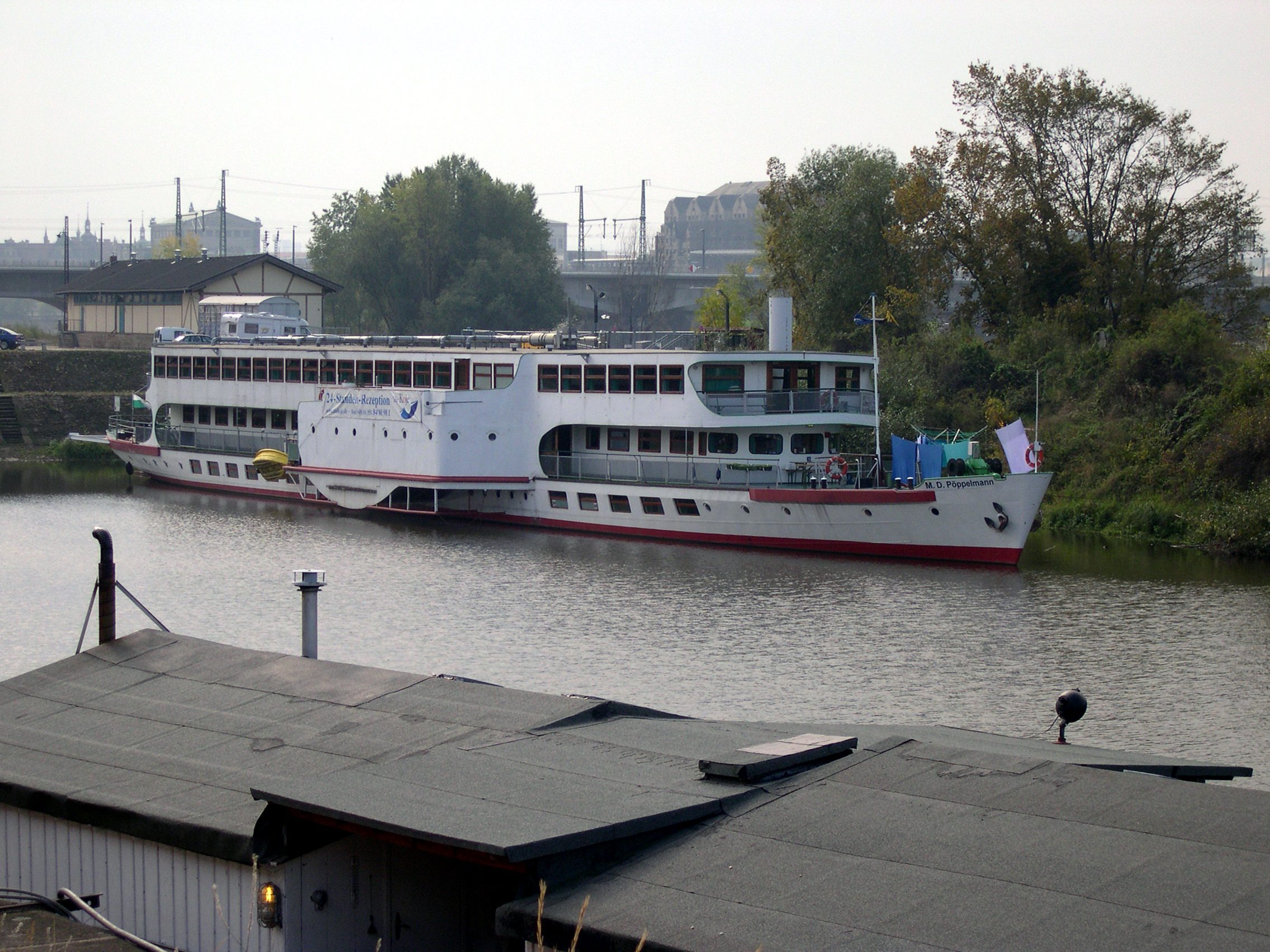
Herbergsschiff:
CVJM-Jugendschiff (stationär im Hafen Dresden-Neustadt)

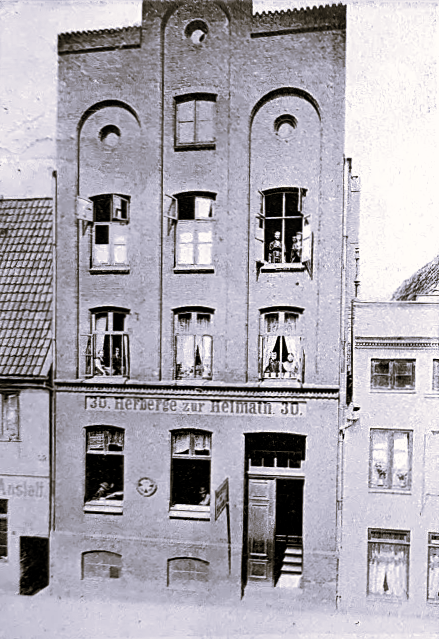
Herberge zur Heimat um 1910 in Lübeck, Fischergrube 30

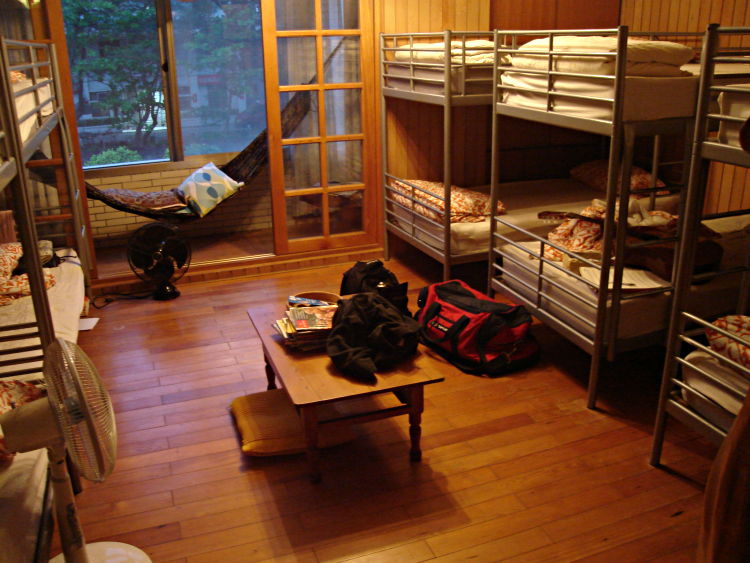
Schlafraum in einem Hostel in Taiwan

Eine Herberge (aus dem ahd. heri für Heer und berga, einer Ableitung des Verbes bergen, also „Bergung, Unterkunft für das Heer“, veraltet auch Unterschleif) ist ein einfaches Gasthaus, zum Beispiel eine Jugendherberge oder ein Hostel.

## Geschichte
Ursprünglich als Bezeichnung für „Heerlager“ gebraucht, bezeichnete der Begriff später das Wirtshaus oder Gasthaus, wobei man in Deutschland bald zwischen dem Gasthaus für Fremde gegen Entgelt und der zur Zunftzeit durch Herbergsvater und Herbergsmutter verwalteten Herberge im eigentlichen Sinn unterschied. Hier fanden Wandergesellen Unterkunft, auch Arbeitsvermittlung und eine gewisse medizinische Versorgung. Ortsansässige Gesellen nutzten die Herbergen („Gesellenherbergen“, auch „Verkehre“ genannt) zu Versammlungszwecken sowie als Aufbewahrungsort der Gesellenladen.

### Herberge zur Heimat
Im 19. Jahrhundert verbreiteten sich auf Anregung Johann Hinrich Wicherns (1808–1881) die unter christlicher Hausordnung stehenden Herbergen zur Heimat, aus wohltätigen Spenden eingerichtet und teilweise betrieben, die wandernden Gesellen eine günstige Unterkunft boten und diese vor den negativen Einflüssen des Wirtshauses bewahren sollten. Die erste Herberge zur Heimat wurde 1854 in Bonn unter Federführung des Rechtswissenschaftlers Clemens Theodor Perthes (1809–1867) gegründet, worauf sich das Herbergswesen in zahlreichen Städten verbreitete.
Einige Herbergen standen in Verbindung zu Gesellenvereinen unter katholischer Leitung. Die deutschen evangelischen Herbergsverbände bildeten seit 1886 den Deutschen Herbergsverein mit dem Organ Der Wanderer, das zugleich Organ des Zentralvorstandes deutscher Arbeiterkolonien und des Gesamtverbandes deutscher Verpflegungsstationen war.
1902 bestanden in Deutschland 462 Herbergen zur Heimat sowie 280 Verpflegungsstationen mit etwa 19.000 Betten (im Ausland, besonders in der Schweiz: 31); 1902 wurden 3 Millionen Nachtquartiere genommen. Eine gemeinsame Andacht zählte zu den Angeboten.
Bis heute bestehen bestimmte Herbergs-Stiftungen wie Herberge zur Heimat in Detmold oder Gebäude wie die Herberge zur Heimat in Essen fort.
Ähnliche Einrichtungen sind Arbeiterkolonien und Wanderarbeitsstätten.

## Jugendherbergen
Eine spezielle Form der Herbergen sind Jugendherbergen, die es in vielen Ländern der Welt gibt und die weltweit im Verband Hostelling International (HI) zusammengeschlossen sind. Diese waren ursprünglich speziell für Kinder- und Jugendgruppen gedacht, bieten aber heute auch anderen Mitgliedern eine kostengünstige Unterkunft.

## Hostels
Die Bezeichnung Hostel hat sich heute in Deutschland wie auch international für Unterkünfte etabliert, die sich speziell an Rucksacktouristen richten, also individuell Reisende mit niedrigem Budget. Wie die Jugendherbergen bieten sie überwiegend Schlafplätze in Mehrbettzimmern, welche oft aus Gründen der Raumökonomie Etagenbetten (Bunkbeds) enthalten oder Bettenlagern ähneln. In Deutschland entwickeln sich etliche Hostels zu einfachen Hotels mit moderner, oft bunter Raumgestaltung, wobei die innerhalb eines Hauses angebotenen Unterkunftsvarianten in Standard und Preis oft stark differieren.
Hostels fanden sich in Deutschland bislang vornehmlich an frequentierten Reisezielen, insbesondere in Metropolen. Immer öfter eröffnen jedoch – wie im Ausland – auch kleine Hostels an anderen touristisch attraktiven, bisweilen abgelegenen und landschaftlich idyllischen Orten.
Hostels in den Großstädten richten sich vornehmlich an ein internationales Publikum. Gängige Verkehrssprache ist somit Englisch. Durch die Vereinfachung von Reisemöglichkeiten in den letzten Jahrzehnten, beispielsweise durch die Etablierung von billigen Flugtickets oder das Aufkeimen des Interrail-Angebots, stieg die Anzahl der jugendlichen Fernreisenden stark an und ermöglichte einen rasanten Anstieg der Anzahl der Hostelbetten in den europäischen Metropolen. Viele Hostels werden von kommerziellen und gewinnorientierten Unternehmen betrieben, die an profitablen Standorten zu einer privatwirtschaftlichen Konkurrenz für Jugendherbergen und Hotels im preisgünstigsten Marktsegment erwachsen sind und häufig mehrere Hostels an verschiedenen Standorten führen. Die größten Betriebe in London und Berlin haben bis zu 800 Betten in einem Haus. Im Unterschied zu den Jugendherbergen ist für die Übernachtung in einem Hostel keine Mitgliedschaft erforderlich.
Die qualitativ sehr einfache Unterbringung in Vier- bis Zehn-Bett-Zimmern, sogenannten dorms (kurz für dormitory, englisch für „Schlafsaal“), ermöglicht es, günstige Preise ab 10 € auch im Zentrum großer Städte und an touristischen Schwerpunkten anzubieten. Oft wird ein Frühstück in einem Gemeinschaftsraum angeboten. Die Preise für Einzelzimmer liegen bei etwa 20–60 € pro Nacht. Sanitäre Einrichtungen werden überwiegend gemeinschaftlich genutzt. Meist werden Küchen zur Selbstversorgung, oft auch Waschmaschinen und Informationen zur Stadt oder Region angeboten. Merkmale besseren Standards sind: Waschbecken oder Bäder in den Zimmern, Beleuchtung oder blickdichter Vorhang am Bett, Schließfach, Zimmerschlüssel (Chipkarte) für jeden Zimmerbewohner, im Preis enthaltene Bettwäsche. Auch der Internetzugang, im Idealfall als WLAN frei im Zimmer verfügbar, und die 24-Stunden-Rezeption setzen sich zunehmend durch.
Während das Deutsche Jugendherbergswerk (DJH) besonders jugendliche Gruppenreisende als Zielgruppe sieht, setzen die Hostels auf Individualreisende. Überdurchschnittlich ist die Anzahl junger Reisender. Individualreisende sind meist alleine oder in sehr kleinen Gruppen unterwegs, was eine leichte Kontaktaufnahme ermöglicht. Manche Hostels bieten sogar ein Rahmenprogramm mit Bar/Alkoholausschank und (Live-)Musik. Abhängig von den Räumlichkeiten und der Zusammensetzung der Gäste ist eventuell mit Einschränkungen der Nachtruhe zu rechnen.
Das „Backpacker Network Germany e. V.“ ist ein Verein, in dem sich viele unabhängige und inhabergeführte deutsche Backpacker-Hostels zusammengeschlossen haben.
Das DJH hatte im Januar 2000 die Wortmarke „Jugendherberge“ für sich beim Deutschen Patent- und Markenamt eintragen lassen. Nach fünf Jahren Rechtsstreit zwischen dem Kläger A&O Hotels and Hostels und dem DJH ordnete das Bundespatentgericht (Az.: 25 W(pat) 8/06) im Januar 2009 an, die Marke „Jugendherberge“ zu löschen. Hiergegen hatte das DJH Beschwerde beim Bundesgerichtshof (BGH) eingereicht, so dass der Name zunächst weiter geschützt blieb und der Rechtsstreit in eine neue Runde ging. Mit einem Beschluss vom BGH vom 17. September 2009 wurde die Beschwerde des DJH abgelehnt. Die Marke Jugendherberge ist damit endgültig gelöscht.
Seit 2015 gibt es ebenfalls die sogenannten 5-Sterne-Hostels. Die 5-Sterne-Hostels entstehen aus einer Bewertung unabhängiger Kriterien.

### Entstehung
Hostels, die von jungen Rucksackreisenden frequentiert wurden, entstanden ab den sechziger Jahren zunächst in Australien und anderen englischsprachigen Ländern sowie in den bei der 68er-Generation beliebten Reisezielen Indiens und Südostasiens. Mit den Reisenden kam die Idee bald zurück nach Europa: Ab den 1970er Jahren eröffneten die ersten privaten Hostels vor allem im Vereinigten Königreich, in Frankreich und den Niederlanden. Seit immer mehr Jugendliche – wiederum besonders aus den englischsprachigen Ländern – nach der Schulzeit mehrmonatige Weltreisen unternahmen, entstanden ab den neunziger Jahren schließlich auch in Deutschland die ersten vom Jugendherbergsverband unabhängigen Rucksackherbergen. Die ersten Häuser in Deutschland, die sich explizit Backpacker Hostel nannten, waren 1991 das Rucksackhotel Lübeck, das im Rahmen des Werkhofs Lübeck, eines Zentrums für alternative Arbeits- und Lebensformen, entstand, das nicht mehr existente Southern Cross Hostel in Donaueschingen sowie das Hamburger Schanzenstern. 1994 gründete Ante Zelck mit Mittes Backpacker Hostel das erste Hostel in Berlin. Als erstes Haus in den neuen Bundesländern etablierte sich 1996 in Weimar das Hababusch Hostel als gemeinnütziges studentisches Projekt. In den folgenden Jahren konzentrierten sich die Neueröffnungen vor allem auf Berlin, in deutlich geringerem Maße auch auf Hamburg, München und schließlich Köln. Heute gibt es rund 70 Backpacker-Hostels, die sich mittlerweile auch in vielen mittelgroßen Städten etablieren, besonders im Norden, in Nordrhein-Westfalen, Bayern und Sachsen.